# 6e étape du Tour d'Espagne 2024
Pour un article plus général, voir Tour d'Espagne 2024.
La 6e étape du Tour d'Espagne 2024 se déroule le jeudi 22 août 2024 entre Jerez de la Frontera et Yunquera en Andalousie, sur une distance de 181 km.

## Parcours
Au départ de la ville de Jerez de la Frontera, proche de l'Océan Atlantique, cette étape andalouse de moyenne montagne présente sa difficulté majeure dans la première partie du tracé avec l'ascension du Puerto del Boyar classé comme col de 1re catégorie et franchi après 67 kilomètres. Ce début d'étape est propice à une échappée. Ensuite, le parcours accidenté constitué de montées et de descentes successives gravit quatre cols de 3e catégorie dont la montée du dernier, l'Alto de las Abejas à Yunquera, est le lieu de la deuxième arrivée au sommet de la Vuelta 2024.

## Déroulement de la course
Le début de l'étape est fort nerveux avec la formation de plusieurs groupes d'attaque et de contre-attaque. À une centaine de kilomètres de l'arrivée, treize hommes finissent par constituer la bonne échappée. Vainqueur du sprint intermédiaire situé à 66 kilomètres du terme, l'Australien Ben O'Connor (Decathlon AG2R) poursuit son effort en compagnie du Néerlandais Gijs Leemreize (Dsm firmenich). Le duo prend rapidement de l'avance. Derrière eux, un trio de poursuivants se forme puis éclate plus loin. À 27 kilomètres du terme, O'Connor lâche Leemreize lors de la montée du Puerto Martinez et file seul en tête alors que le peloton pointe à plus de six minutes. Ben O'Connor remporte l'étape et s'empare du maillot rouge de Primož Roglič qui rejoint la ligne d'arrivée avec le peloton des favoris 6 min 31 s après le vainqueur.

## Résultats

### Classement de l'étape
| \| Classement de l'étape \| Classement de l'étape \| Classement de l'étape \| Classement de l'étape \| Classement de l'étape \| \| Coureur \| Coureur \| Pays \| Équipe \| Temps \| \| --------------------- \| --------------------- \| --------------------- \| -------------------------- \| --------------------- \| \| 1er \| Ben O'Connor \| Australie \| Decathlon-AG2R La Mondiale \| 4 h 28 min 12 s \| \| 2e \| Marco Frigo \| Italie \| Israel-Premier Tech \| + 4 min 33 s \| \| 3e \| Florian Lipowitz \| Allemagne \| Red Bull-Bora-Hansgrohe \| + 5 min 12 s \| \| 4e \| Clément Berthet \| France \| Decathlon-AG2R La Mondiale \| + 5 min 12 s \| \| 5e \| Cristian Rodríguez \| Espagne \| Arkéa-B&B Hotels \| + 5 min 12 s \| \| 6e \| Gijs Leemreize \| Pays-Bas \| Team dsm-firmenich PostNL \| + 5 min 12 s \| \| 7e \| Mauri Vansevenant \| Belgique \| Soudal Quick-Step \| + 5 min 35 s \| \| 8e \| Urko Berrade \| Espagne \| Equipo Kern Pharma \| + 6 min 02 s \| \| 9e \| Isaac Del Toro \| Mexique \| UAE Team Emirates \| + 6 min 31 s \| \| 10e \| David Gaudu \| France \| Groupama-FDJ \| + 6 min 31 s \| |                    |           |                            |                 |
| |                    |           |                            |                 |
| Source : ProCyclingStats |                    |           |                            |                 |
| Classement de l'étape |                    |           |                            |                 |
| Coureur | Coureur            | Pays      | Équipe                     | Temps           |
| 1er | Ben O'Connor       | Australie | Decathlon-AG2R La Mondiale | 4 h 28 min 12 s |
| 2e | Marco Frigo        | Italie    | Israel-Premier Tech        | + 4 min 33 s    |
| 3e | Florian Lipowitz   | Allemagne | Red Bull-Bora-Hansgrohe    | + 5 min 12 s    |
| 4e | Clément Berthet    | France    | Decathlon-AG2R La Mondiale | + 5 min 12 s    |
| 5e | Cristian Rodríguez | Espagne   | Arkéa-B&B Hotels           | + 5 min 12 s    |
| 6e | Gijs Leemreize     | Pays-Bas  | Team dsm-firmenich PostNL  | + 5 min 12 s    |
| 7e | Mauri Vansevenant  | Belgique  | Soudal Quick-Step          | + 5 min 35 s    |
| 8e | Urko Berrade       | Espagne   | Equipo Kern Pharma         | + 6 min 02 s    |
| 9e | Isaac Del Toro     | Mexique   | UAE Team Emirates          | + 6 min 31 s    |
| 10e | David Gaudu        | France    | Groupama-FDJ               | + 6 min 31 s    |

### Points attribués pour le classement par points
| Sprint intermédiaire Ronda (km 119,5) | Sprint intermédiaire Ronda (km 119,5) | Sprint intermédiaire Ronda (km 119,5) | Sprint intermédiaire Ronda (km 119,5) | Sprint intermédiaire Ronda (km 119,5) |
| ------------------------------------- | ------------------------------------- | ------------------------------------- | ------------------------------------- | ------------------------------------- |
|                                       | Coureur                               | Pays                                  | Équipe                                | Point(s)                              |
| 1er                                   | Ben O'Connor                          | Australie                             | Decathlon-AG2R La Mondiale            | 20                                    |
| 2e                                    | Marco Frigo                           | Italie                                | Israel-Premier Tech                   | 17                                    |
| 3e                                    | Clément Berthet                       | France                                | Decathlon-AG2R La Mondiale            | 15                                    |
| 4e                                    | Pelayo Sánchez                        | Espagne                               | Movistar Team                         | 13                                    |
| 5e                                    | Chris Harper                          | Australie                             | Team Jayco AlUla                      | 10                                    |
| modifier                              |                                       |                                       |                                       |                                       |

| Arrivée d'étape Yunquera (km 185,5) | Arrivée d'étape Yunquera (km 185,5) | Arrivée d'étape Yunquera (km 185,5) | Arrivée d'étape Yunquera (km 185,5) | Arrivée d'étape Yunquera (km 185,5) |
| ----------------------------------- | ----------------------------------- | ----------------------------------- | ----------------------------------- | ----------------------------------- |
|                                     | Coureur                             | Pays                                | Équipe                              | Point(s)                            |
| 1er                                 | Ben O'Connor                        | Australie                           | Decathlon-AG2R La Mondiale          | 30                                  |
| 2e                                  | Marco Frigo                         | Italie                              | Israel-Premier Tech                 | 25                                  |
| 3e                                  | Florian Lipowitz                    | Allemagne                           | Red Bull-Bora-Hansgrohe             | 22                                  |
| 4e                                  | Clément Berthet                     | France                              | Decathlon-AG2R La Mondiale          | 19                                  |
| 5e                                  | Cristian Rodríguez                  | Espagne                             | Arkéa-B&B Hotels                    | 17                                  |
| 6e                                  | Gijs Leemreize                      | Pays-Bas                            | Team dsm-firmenich PostNL           | 15                                  |
| 7e                                  | Mauri Vansevenant                   | Belgique                            | Soudal Quick-Step                   | 13                                  |
| 8e                                  | Urko Berrade                        | Espagne                             | Equipo Kern Pharma                  | 11                                  |
| 9e                                  | Isaac Del Toro                      | Italie                              | UAE Team Emirates                   | 9                                   |
| 10e                                 | David Gaudu                         | France                              | Groupama-FDJ                        | 7                                   |
| 11e                                 | Vito Braet                          | Belgique                            | Intermarché-Wanty                   | 6                                   |
| 12e                                 | Joan Bou                            | Espagne                             | Euskaltel-Euskadi                   | 5                                   |
| 13e                                 | Aleksandr Vlasov                    |                                     | Red Bull-Bora-Hansgrohe             | 4                                   |
| 14e                                 | Sepp Kuss                           | États-Unis                          | Team Visma - Lease a Bike           | 3                                   |
| 15e                                 | Harold Tejada                       | Colombie                            | Astana Qazaqstan Team               | 2                                   |
| modifier                            |                                     |                                     |                                     |                                     |

### Points attribués pour le classement du meilleur grimpeur
| Puerto del Boyar (km 73,4) 1re catégorie (14,7 km à 5,5%) | Puerto del Boyar (km 73,4) 1re catégorie (14,7 km à 5,5%) | Puerto del Boyar (km 73,4) 1re catégorie (14,7 km à 5,5%) | Puerto del Boyar (km 73,4) 1re catégorie (14,7 km à 5,5%) | Puerto del Boyar (km 73,4) 1re catégorie (14,7 km à 5,5%) |
| --------------------------------------------------------- | --------------------------------------------------------- | --------------------------------------------------------- | --------------------------------------------------------- | --------------------------------------------------------- |
|                                                           | Coureur                                                   | Pays                                                      | Équipe                                                    | Point(s)                                                  |
| 1er                                                       | Pelayo Sánchez                                            | Espagne                                                   | Movistar Team                                             | 10                                                        |
| 2e                                                        | Jay Vine                                                  | Australie                                                 | UAE Team Emirates                                         | 6                                                         |
| 3e                                                        | Cristian Rodríguez                                        | Espagne                                                   | Arkéa-B&B Hotels                                          | 4                                                         |
| 4e                                                        | Mauri Vansevenant                                         | Belgique                                                  | Soudal Quick-Step                                         | 2                                                         |
| 5e                                                        | Marco Frigo                                               | Italie                                                    | Israel-Premier Tech                                       | 1                                                         |
| modifier                                                  |                                                           |                                                           |                                                           |                                                           |

| Puerto del Viento (km 130,3) 3e catégorie (6,6 km à 4,3%) | Puerto del Viento (km 130,3) 3e catégorie (6,6 km à 4,3%) | Puerto del Viento (km 130,3) 3e catégorie (6,6 km à 4,3%) | Puerto del Viento (km 130,3) 3e catégorie (6,6 km à 4,3%) | Puerto del Viento (km 130,3) 3e catégorie (6,6 km à 4,3%) |
| --------------------------------------------------------- | --------------------------------------------------------- | --------------------------------------------------------- | --------------------------------------------------------- | --------------------------------------------------------- |
|                                                           | Coureur                                                   | Pays                                                      | Équipe                                                    | Point(s)                                                  |
| 1er                                                       | Ben O'Connor                                              | Australie                                                 | Decathlon-AG2R La Mondiale                                | 3                                                         |
| 2e                                                        | Gijs Leemreize                                            | Pays-Bas                                                  | Team dsm-firmenich PostNL                                 | 2                                                         |
| 3e                                                        | Marco Frigo                                               | Italie                                                    | Israel-Premier Tech                                       | 1                                                         |
| modifier                                                  |                                                           |                                                           |                                                           |                                                           |

| Puerto Martínez (km 160) 3e catégorie (3,5 km à 6,3%) | Puerto Martínez (km 160) 3e catégorie (3,5 km à 6,3%) | Puerto Martínez (km 160) 3e catégorie (3,5 km à 6,3%) | Puerto Martínez (km 160) 3e catégorie (3,5 km à 6,3%) | Puerto Martínez (km 160) 3e catégorie (3,5 km à 6,3%) |
| ----------------------------------------------------- | ----------------------------------------------------- | ----------------------------------------------------- | ----------------------------------------------------- | ----------------------------------------------------- |
|                                                       | Coureur                                               | Pays                                                  | Équipe                                                | Point(s)                                              |
| 1er                                                   | Ben O'Connor                                          | Australie                                             | Decathlon-AG2R La Mondiale                            | 3                                                     |
| 2e                                                    | Gijs Leemreize                                        | Pays-Bas                                              | Team dsm-firmenich PostNL                             | 2                                                     |
| 3e                                                    | Marco Frigo                                           | Italie                                                | Israel-Premier Tech                                   | 1                                                     |
| modifier                                              |                                                       |                                                       |                                                       |                                                       |

| Alto de las Abejas (km 185,5) 3e catégorie (8,9 km à 3,9%) | Alto de las Abejas (km 185,5) 3e catégorie (8,9 km à 3,9%) | Alto de las Abejas (km 185,5) 3e catégorie (8,9 km à 3,9%) | Alto de las Abejas (km 185,5) 3e catégorie (8,9 km à 3,9%) | Alto de las Abejas (km 185,5) 3e catégorie (8,9 km à 3,9%) |
| ---------------------------------------------------------- | ---------------------------------------------------------- | ---------------------------------------------------------- | ---------------------------------------------------------- | ---------------------------------------------------------- |
|                                                            | Coureur                                                    | Pays                                                       | Équipe                                                     | Point(s)                                                   |
| 1er                                                        | Ben O'Connor                                               | Australie                                                  | Decathlon-AG2R La Mondiale                                 | 3                                                          |
| 2e                                                         | Marco Frigo                                                | Italie                                                     | Israel-Premier Tech                                        | 2                                                          |
| 3e                                                         | Florian Lipowitz                                           | Allemagne                                                  | Red Bull-Bora-Hansgrohe                                    | 1                                                          |
| modifier                                                   |                                                            |                                                            |                                                            |                                                            |

### Bonifications
|   | Coureur         | Pays      | Équipe                     | Secondes |
| - | --------------- | --------- | -------------------------- | -------- |
| 1 | Ben O'Connor    | Australie | Decathlon-AG2R La Mondiale | 6 s      |
| 2 | Marco Frigo     | Italie    | Israel-Premier Tech        | 4 s      |
| 3 | Clément Berthet | France    | Decathlon-AG2R La Mondiale | 2 s      |

|   | Coureur          | Pays      | Équipe                     | Secondes |
| - | ---------------- | --------- | -------------------------- | -------- |
| 1 | Ben O'Connor     | Australie | Decathlon-AG2R La Mondiale | 10 s     |
| 2 | Marco Frigo      | Italie    | Israel-Premier Tech        | 6 s      |
| 3 | Florian Lipowitz | Allemagne | Red Bull-Bora-Hansgrohe    | 4 s      |

### Prix de la combativité
- Ben O'Connor (Decathlon-AG2R La Mondiale)

## Classements à l'issue de l'étape

### Classement général
| \| Classement général \| Classement général \| Classement général \| Classement général \| Classement général \| \| Coureur \| Coureur \| Pays \| Équipe \| Temps \| \| ------------------ \| ------------------- \| ------------------ \| -------------------------- \| ------------------ \| \| 1er \| Ben O'Connor \| Australie \| Decathlon-AG2R La Mondiale \| 23 h 28 min 28 s \| \| 2e \| Primož Roglič \| Slovénie \| Red Bull-Bora-Hansgrohe \| + 4 min 51 s \| \| 3e \| João Almeida \| Portugal \| UAE Team Emirates \| + 4 min 59 s \| \| 4e \| Florian Lipowitz \| Allemagne \| Red Bull-Bora-Hansgrohe \| + 5 min 18 s \| \| 5e \| Enric Mas \| Espagne \| Movistar Team \| + 5 min 23 s \| \| 6e \| Cristian Rodríguez \| Espagne \| Arkéa-B&B Hotels \| + 5 min 26 s \| \| 7e \| Antonio Tiberi \| Italie \| Bahrain Victorious \| + 5 min 29 s \| \| 8e \| Lennert Van Eetvelt \| Belgique \| Lotto Dstny \| + 5 min 32 s \| \| 9e \| Felix Gall \| Autriche \| Decathlon-AG2R La Mondiale \| + 5 min 38 s \| \| 10e \| Mattias Skjelmose \| Danemark \| Lidl-Trek \| + 5 min 49 s \| |                     |           |                            |                  |
| |                     |           |                            |                  |
| Source : ProCyclingStats |                     |           |                            |                  |
| Classement général |                     |           |                            |                  |
| Coureur | Coureur             | Pays      | Équipe                     | Temps            |
| 1er | Ben O'Connor        | Australie | Decathlon-AG2R La Mondiale | 23 h 28 min 28 s |
| 2e | Primož Roglič       | Slovénie  | Red Bull-Bora-Hansgrohe    | + 4 min 51 s     |
| 3e | João Almeida        | Portugal  | UAE Team Emirates          | + 4 min 59 s     |
| 4e | Florian Lipowitz    | Allemagne | Red Bull-Bora-Hansgrohe    | + 5 min 18 s     |
| 5e | Enric Mas           | Espagne   | Movistar Team              | + 5 min 23 s     |
| 6e | Cristian Rodríguez  | Espagne   | Arkéa-B&B Hotels           | + 5 min 26 s     |
| 7e | Antonio Tiberi      | Italie    | Bahrain Victorious         | + 5 min 29 s     |
| 8e | Lennert Van Eetvelt | Belgique  | Lotto Dstny                | + 5 min 32 s     |
| 9e | Felix Gall          | Autriche  | Decathlon-AG2R La Mondiale | + 5 min 38 s     |
| 10e | Mattias Skjelmose   | Danemark  | Lidl-Trek                  | + 5 min 49 s     |

| Classement par points | Classement par points | Classement par points | Classement par points      | Classement par points |
| Coureur               | Coureur               | Pays                  | Équipe                     | Points                |
| --------------------- | --------------------- | --------------------- | -------------------------- | --------------------- |
| 1er                   | Wout van Aert         | Belgique              | Team Visma \| Lease a Bike | 158 pts               |
| 2e                    | Kaden Groves          | Australie             | Alpecin-Deceuninck         | 145 pts               |
| 3e                    | Pavel Bittner         | Tchéquie              | Team dsm-firmenich PostNL  | 81 pts                |
| 4e                    | Ben O'Connor          | Australie             | Decathlon-AG2R La Mondiale | 50 pts                |
| 5e                    | Corbin Strong         | Nouvelle-Zélande      | Israel-Premier Tech        | 49 pts                |
| 6e                    | Luis Ángel Maté       | Espagne               | Euskaltel-Euskadi          | 35 pts                |
| 7e                    | Cristian Rodríguez    | Espagne               | Arkéa-B&B Hotels           | 34 pts                |
| 8e                    | Clément Berthet       | France                | Decathlon-AG2R La Mondiale | 34 pts                |
| 9e                    | Ibon Ruiz             | Espagne               | Equipo Kern Pharma         | 34 pts                |
| 10e                   | Lennert Van Eetvelt   | Belgique              | Lotto Dstny                | 33 pts                |

| Classement par points | Classement par points | Classement par points | Classement par points      | Classement par points |
| Coureur               | Coureur               | Pays                  | Équipe                     | Points                |
| --------------------- | --------------------- | --------------------- | -------------------------- | --------------------- |
| 1er                   | Wout van Aert         | Belgique              | Team Visma \| Lease a Bike | 158 pts               |
| 2e                    | Kaden Groves          | Australie             | Alpecin-Deceuninck         | 145 pts               |
| 3e                    | Pavel Bittner         | Tchéquie              | Team dsm-firmenich PostNL  | 81 pts                |
| 4e                    | Ben O'Connor          | Australie             | Decathlon-AG2R La Mondiale | 50 pts                |
| 5e                    | Corbin Strong         | Nouvelle-Zélande      | Israel-Premier Tech        | 49 pts                |
| 6e                    | Luis Ángel Maté       | Espagne               | Euskaltel-Euskadi          | 35 pts                |
| 7e                    | Cristian Rodríguez    | Espagne               | Arkéa-B&B Hotels           | 34 pts                |
| 8e                    | Clément Berthet       | France                | Decathlon-AG2R La Mondiale | 34 pts                |
| 9e                    | Ibon Ruiz             | Espagne               | Equipo Kern Pharma         | 34 pts                |
| 10e                   | Lennert Van Eetvelt   | Belgique              | Lotto Dstny                | 33 pts                |

| Classement de la montagne | Classement de la montagne | Classement de la montagne | Classement de la montagne  | Classement de la montagne |
| Coureur                   | Coureur                   | Pays                      | Équipe                     | Points                    |
| ------------------------- | ------------------------- | ------------------------- | -------------------------- | ------------------------- |
| 1er                       | Sylvain Moniquet          | Belgique                  | Lotto Dstny                | 16 pts                    |
| 2e                        | Filippo Zana              | Italie                    | Team Jayco AlUla           | 11 pts                    |
| 3e                        | Primož Roglič             | Slovénie                  | Red Bull-Bora-Hansgrohe    | 10 pts                    |
| 4e                        | Pelayo Sánchez            | Espagne                   | Movistar Team              | 10 pts                    |
| 5e                        | Luis Ángel Maté           | Espagne                   | Euskaltel-Euskadi          | 9 pts                     |
| 6e                        | Ben O'Connor              | Australie                 | Decathlon-AG2R La Mondiale | 9 pts                     |
| 7e                        | Bruno Armirail            | France                    | Decathlon-AG2R La Mondiale | 7 pts                     |
| 8e                        | Lennert Van Eetvelt       | Belgique                  | Lotto Dstny                | 6 pts                     |
| 9e                        | Jay Vine                  | Australie                 | UAE Team Emirates          | 6 pts                     |
| 10e                       | Marco Frigo               | Italie                    | Israel-Premier Tech        | 5 pts                     |

| Classement de la montagne | Classement de la montagne | Classement de la montagne | Classement de la montagne  | Classement de la montagne |
| Coureur                   | Coureur                   | Pays                      | Équipe                     | Points                    |
| ------------------------- | ------------------------- | ------------------------- | -------------------------- | ------------------------- |
| 1er                       | Sylvain Moniquet          | Belgique                  | Lotto Dstny                | 16 pts                    |
| 2e                        | Filippo Zana              | Italie                    | Team Jayco AlUla           | 11 pts                    |
| 3e                        | Primož Roglič             | Slovénie                  | Red Bull-Bora-Hansgrohe    | 10 pts                    |
| 4e                        | Pelayo Sánchez            | Espagne                   | Movistar Team              | 10 pts                    |
| 5e                        | Luis Ángel Maté           | Espagne                   | Euskaltel-Euskadi          | 9 pts                     |
| 6e                        | Ben O'Connor              | Australie                 | Decathlon-AG2R La Mondiale | 9 pts                     |
| 7e                        | Bruno Armirail            | France                    | Decathlon-AG2R La Mondiale | 7 pts                     |
| 8e                        | Lennert Van Eetvelt       | Belgique                  | Lotto Dstny                | 6 pts                     |
| 9e                        | Jay Vine                  | Australie                 | UAE Team Emirates          | 6 pts                     |
| 10e                       | Marco Frigo               | Italie                    | Israel-Premier Tech        | 5 pts                     |

| Classement du meilleur jeune | Classement du meilleur jeune | Classement du meilleur jeune | Classement du meilleur jeune | Classement du meilleur jeune |
| Coureur                      | Coureur                      | Pays                         | Équipe                       | Temps                        |
| ---------------------------- | ---------------------------- | ---------------------------- | ---------------------------- | ---------------------------- |
| 1er                          | Florian Lipowitz             | Allemagne                    | Red Bull-Bora-Hansgrohe      | 23 h 33 min 46 s             |
| 2e                           | Antonio Tiberi               | Italie                       | Bahrain Victorious           | + 11 s                       |
| 3e                           | Lennert Van Eetvelt          | Belgique                     | Lotto Dstny                  | + 14 s                       |
| 4e                           | Mattias Skjelmose            | Danemark                     | Lidl-Trek                    | + 31 s                       |
| 5e                           | Isaac Del Toro               | Mexique                      | UAE Team Emirates            | + 59 s                       |
| 6e                           | Carlos Rodríguez             | Espagne                      | Ineos Grenadiers             | + 1 min 03 s                 |
| 7e                           | Cian Uijtdebroeks            | Belgique                     | Team Visma \| Lease a Bike   | + 1 min 49 s                 |
| 8e                           | Thymen Arensman              | Pays-Bas                     | Ineos Grenadiers             | + 2 min 30 s                 |
| 9e                           | Max Poole                    | Royaume-Uni                  | Team dsm-firmenich PostNL    | + 3 min 46 s                 |
| 10e                          | Mauri Vansevenant            | Belgique                     | Soudal Quick-Step            | + 4 min 57 s                 |

| Classement du meilleur jeune | Classement du meilleur jeune | Classement du meilleur jeune | Classement du meilleur jeune | Classement du meilleur jeune |
| Coureur                      | Coureur                      | Pays                         | Équipe                       | Temps                        |
| ---------------------------- | ---------------------------- | ---------------------------- | ---------------------------- | ---------------------------- |
| 1er                          | Florian Lipowitz             | Allemagne                    | Red Bull-Bora-Hansgrohe      | 23 h 33 min 46 s             |
| 2e                           | Antonio Tiberi               | Italie                       | Bahrain Victorious           | + 11 s                       |
| 3e                           | Lennert Van Eetvelt          | Belgique                     | Lotto Dstny                  | + 14 s                       |
| 4e                           | Mattias Skjelmose            | Danemark                     | Lidl-Trek                    | + 31 s                       |
| 5e                           | Isaac Del Toro               | Mexique                      | UAE Team Emirates            | + 59 s                       |
| 6e                           | Carlos Rodríguez             | Espagne                      | Ineos Grenadiers             | + 1 min 03 s                 |
| 7e                           | Cian Uijtdebroeks            | Belgique                     | Team Visma \| Lease a Bike   | + 1 min 49 s                 |
| 8e                           | Thymen Arensman              | Pays-Bas                     | Ineos Grenadiers             | + 2 min 30 s                 |
| 9e                           | Max Poole                    | Royaume-Uni                  | Team dsm-firmenich PostNL    | + 3 min 46 s                 |
| 10e                          | Mauri Vansevenant            | Belgique                     | Soudal Quick-Step            | + 4 min 57 s                 |

| Classement par équipes | Classement par équipes     | Classement par équipes | Classement par équipes |
| Équipe                 | Équipe                     | Pays                   | Temps                  |
| ---------------------- | -------------------------- | ---------------------- | ---------------------- |
| 1re                    | Decathlon-AG2R La Mondiale | France                 | 70 h 36 min 30 s       |
| 2e                     | UAE Team Emirates          | Émirats arabes unis    | + 5 min 08 s           |
| 3e                     | Red Bull-Bora-Hansgrohe    | Allemagne              | + 5 min 08 s           |
| 4e                     | Israel-Premier Tech        | Israël                 | + 7 min 46 s           |
| 5e                     | Movistar Team              | Espagne                | + 8 min 15 s           |
| 6e                     | Bahrain Victorious         | Bahreïn                | + 10 min 02 s          |
| 7e                     | Ineos Grenadiers           | Royaume-Uni            | + 10 min 30 s          |
| 8e                     | Groupama-FDJ               | France                 | + 12 min 50 s          |
| 9e                     | Team Visma \| Lease a Bike | Pays-Bas               | + 14 min 38 s          |
| 10e                    | Soudal Quick-Step          | Belgique               | + 14 min 49 s          |

| Classement par équipes | Classement par équipes     | Classement par équipes | Classement par équipes |
| Équipe                 | Équipe                     | Pays                   | Temps                  |
| ---------------------- | -------------------------- | ---------------------- | ---------------------- |
| 1re                    | Decathlon-AG2R La Mondiale | France                 | 70 h 36 min 30 s       |
| 2e                     | UAE Team Emirates          | Émirats arabes unis    | + 5 min 08 s           |
| 3e                     | Red Bull-Bora-Hansgrohe    | Allemagne              | + 5 min 08 s           |
| 4e                     | Israel-Premier Tech        | Israël                 | + 7 min 46 s           |
| 5e                     | Movistar Team              | Espagne                | + 8 min 15 s           |
| 6e                     | Bahrain Victorious         | Bahreïn                | + 10 min 02 s          |
| 7e                     | Ineos Grenadiers           | Royaume-Uni            | + 10 min 30 s          |
| 8e                     | Groupama-FDJ               | France                 | + 12 min 50 s          |
| 9e                     | Team Visma \| Lease a Bike | Pays-Bas               | + 14 min 38 s          |
| 10e                    | Soudal Quick-Step          | Belgique               | + 14 min 49 s          |

## Abandons
Trois coureurs ont abandonné au cours de l'étape :
- Jon Aberasturi (Euskaltel-Euskadi) : abandon
- Kenny Elissonde (Cofidis) : abandon
- Rigoberto Urán (EF Education-EasyPost) : abandon